# Tcheco (futebolista)
Anderson Simas Luciano  mais conhecido como Tcheco (Curitiba, 11 de abril de 1976), é um treinador e ex-futebolista brasileiro que atuava como meio-campo. Atualmente no Paraná Clube.

## Origem do apelido
Apesar do apelido, ele não tem ancestralidade tcheca. O apelido foi dado ainda na infância pela avó materna que o criava, ao ouvi-lo falar "tcheco" entre as primeiras palavras quando ele tentava imitar a interjeição tchê de uma vizinha gaúcha que era visita constante na casa. O jogador, uma vez famoso, chegaria a relatar que havia parentes que sequer o conheciam pelo nome, apenas pelo apelido, tamanho o tempo de identificação com ele.

## Carreira como jogador

### Paraná Clube
Foi revelado pelo Paraná, na mesma época em que Ricardinho despontava no mesmo time. Entretanto, ao contrário do colega, nunca se firmou por completo no clube: lançado em 1995 por Vanderlei Luxemburgo, só teve maior sequência sob Rubens Minelli, em 1997, perdendo espaço sob Antônio Lopes, em 1996 e Sebastião Lazaroni em 1998. Começou a ser emprestado a outros clubes até ser dispensado definitivamente em 2000.

### Malutrom
Entre 2000 e 2002 atuou pelo Malutrom, com destaque. O clube venceu a virtual terceira divisão da Copa João Havelange, disputando assim mata-matas contra os clubes da elite. Tcheco era o capitão, como jogador mais experiente do grupo, e teve o passe avaliado em 600 mil reais ao começar a ser sondado por Athletico Paranaense e Juventude.

### Coritiba
Chegou ao Coritiba em maio de 2002 para a disputa do Campeonato Brasileiro, ano em que teve grandes atuações, caracterizada pela regularidade técnica do jogador durante o campeonato. Mesmo já com 26 anos de idade naquela altura, acabou considerado uma das revelações do campeonato.
No ano seguinte, o jogador melhorou seu desempenho e conquistou Campeonato Paranaense invicto atuando pelo mesmo clube. Ainda em 2003, ajudou o Coxa a conquistar a vaga para a Copa Libertadores, em um time que jogava junto com Marcel, Roberto Brum, Lima entre outros. Retornou ao Coxa no meio de 2010, sagrando-se Campeão Brasileiro da Série B e Bicampeão Paranaense 2011/2012.

### Al-Ittihad
Fora do Brasil, Tcheco atuou na Arábia Saudita, pelo Al-Ittihad, em quatro anos: 2003, 2004, e parte de 2005.

### Grêmio

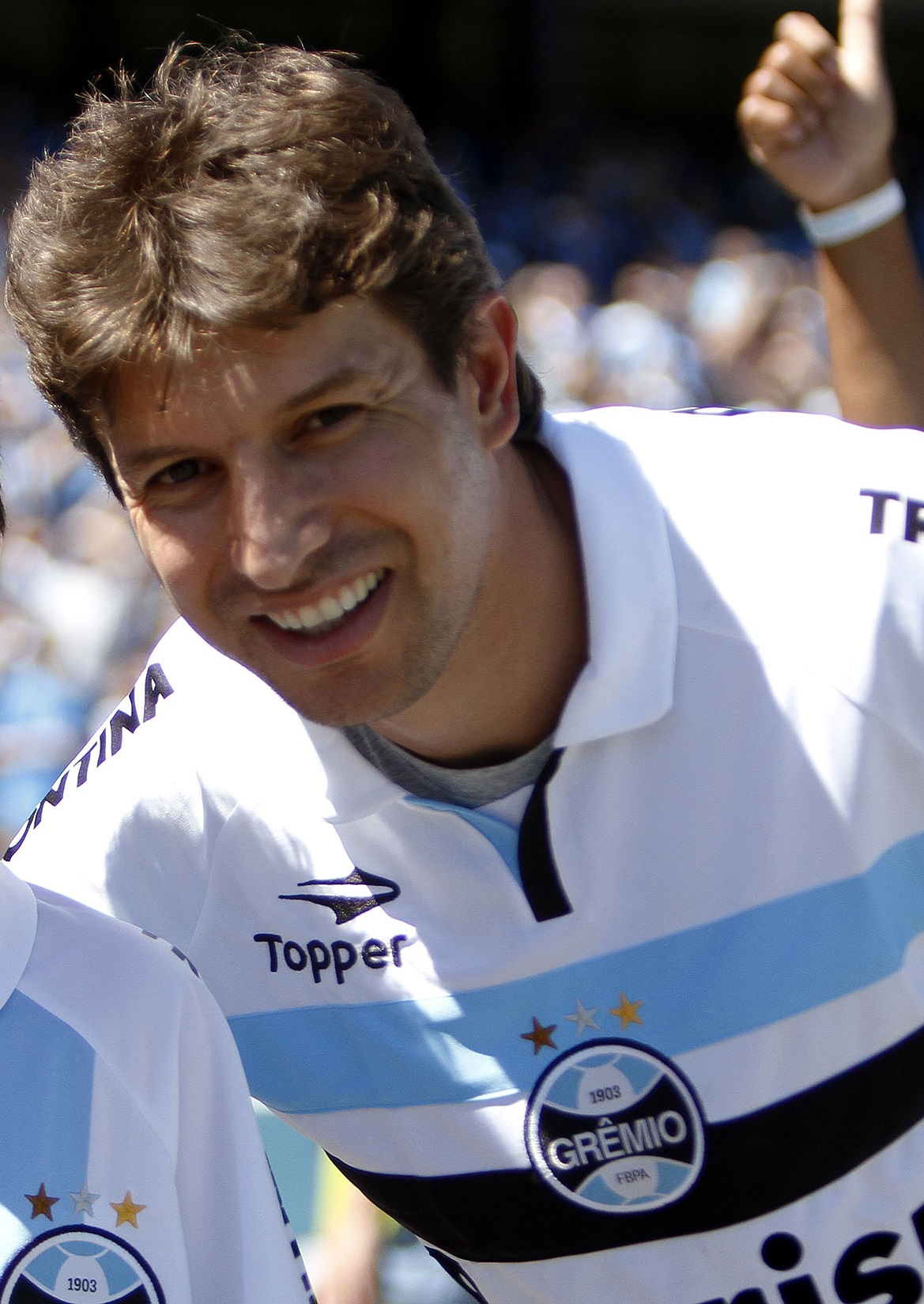
Tcheco foi camisa 10 e capitão na partida entre Grêmio vs. Boca Juniors pela final da Copa Libertadores de 2007.

Tcheco retornou ao Brasil no início de 2005, para jogar no Santos. Entretanto, não foi bem e retornou para o Al-Ittihad. No começo de 2006, Tcheco retornou novamente ao Brasil. Atuou no Grêmio em 2006 e 2007, conquistando o Campeonato Gaúcho de 2006, Campeonato Gaúcho de 2007 e chegando ao vice-título da Copa Libertadores 2007. Era titular absoluto do clube e capitão por algum tempo. No mesmo ano, foi considerado um dos principais jogadores do Grêmio quando chegou a final da Libertadores da América. Em 2008, retornou ao Al-Ittihad. Ficou lá até junho de 2008, mês em que voltou ao Grêmio. No entanto, Tcheco ficou sem condições legais de jogo até 10 de julho, quando seu nome apareceu no BID (Boletim Informativo Diário da CBF). O jogador não podia jogar por um empecilho no seu registro de seu contrato, por causa do atleta ter vindo do exterior, mas o Sindicato dos Atletas Profissionais do Rio Grande do Sul entrou com uma liminar na Justiça do Trabalho para fazer com ele pudesse atuar pelo Tricolor.
Tcheco marcou seu primeiro gol na volta ao Grêmio em 9 de agosto de 2008, cobrando pênalti aos 12 minutos do segundo tempo, contra o Atlético Mineiro, no Estádio Mineirão; o jogo acabou em 4 a 0 para o Grêmio. Seu terceiro gol na volta ocorreu em 9 de novembro do mesmo ano, contra o Palmeiras, aos 28 minutos do segundo tempo. Este gol foi de extrema importância para o Grêmio naquele campeonato. Foi capitão do time do Grêmio que disputou a Copa Libertadores da América de 2009.
No dia 24 de maio de 2009 completou 150 jogos com a camisa do Grêmio, contra o Botafogo, no Estádio Olímpico Monumental, em partida válida pelo Campeonato Brasileiro 2009.
Em 19 de novembro de 2009 anunciou-se que o jogador não renovaria seu contrato com o Grêmio para 2010.

### Corinthians
Em 11 de dezembro de 2009, o Corinthians anunciou oficialmente como novo reforço para temporada de 2010 para jogar a Libertadores do mesmo ano.

### Retorno ao Coritiba
Em setembro de 2010, Tcheco acertou sua volta ao Coritiba por empréstimo. Em Dezembro de 2010 renovou seu contrato com o Coritiba por mais 12 meses, permanecendo no clube paranaense até o final de 2011.
No final de 2011, Tcheco renovou seu contrato por 6 meses no Coritiba podendo ser estendido e no final do contrato se tornar cartola do time. Após ser vice-campeão da Copa do Brasil de 2012, Tcheco anunciou oficialmente sua aposentadoria.

## Carreira como treinador

### Coritiba
No dia 17 de novembro de 2013, após a demissão do técnico Péricles Chamusca, Tcheco é escolhido para comandar o Coritiba nas três últimas rodadas do Campeonato Brasileiro na luta contra o rebaixamento.
Após a demissão do técnico Sandro Forner, Tcheco foi novamente escolhido para comandar interinamente o Coritiba no dia 17 de abril de 2018, na vitória por 1x0 sobre o Atlético Goianiense na segunda rodada do Campeonato Brasileiro de Futebol de 2018 - Série B

### Rio Branco
Em 2020, comandou o Rio Branco de Paranaguá na campanha da primeira fase do Paranaense, mas em março de 2020 foi demitido devido a paralisação pela pandemia do Coronavírus. A campanha deu ao Rio Branco a vaga inédita na Série D.

### FC Cascavel
Em 22 de dezembro de 2020, foi anunciado como novo técnico do FC Cascavel para a temporada 2021.

### Paraná Clube
Em 16 de fevereiro de 2024, foi anunciado como treinador do Paraná para a disputa da Série Prata do Campeonato Paranaense.

### Chapecoense
Em 05 de agosto de 2024 foi contratado pela Chapecoense para comandar o clube na Série B.

### Retorno ao Paraná Clube
Em 27 de janeiro de 2025, foi anunciado o retorno do técnico ao Paraná Clube, substituindo Argel Fuchs, que teve uma campanha pífia nos primeiros jogos do Campeonato Paranaense. Porém, o técnico não conseguiu evitar o rebaixamento do time, tendo apenas uma vitória no estadual.

## Estatísticas

### Grêmio
Atualizadas em 29 de outubro de 2009.
| Clube  | Competição                           | Jogos | Gols |
| ------ | ------------------------------------ | ----- | ---- |
| Grêmio | Campeonato Brasileiro de 2008        | 24    | 4    |
| Grêmio | Campeonato Gaúcho de 2009            | 13    | 4    |
| Grêmio | Copa Libertadores da América de 2009 | 12    | 1    |
| Grêmio | Campeonato Brasileiro de 2009        | 28    | 5    |

### Coritiba
Até 1 de julho de 2012. 
| Clube    | Temporada | Campeonato Brasileiro | Campeonato Brasileiro | Copa do Brasil | Copa do Brasil | Campeonato Paranaense | Campeonato Paranaense | Total | Total |
| Clube    | Temporada | Jogos                 | Gols                  | Jogos          | Gols           | Jogos                 | Gols                  | Jogos | Gols  |
| -------- | --------- | --------------------- | --------------------- | -------------- | -------------- | --------------------- | --------------------- | ----- | ----- |
| Coritiba | 2011      | 27                    | 1                     | 2              | 0              | 10                    | 1                     | 39    | 2     |
| Coritiba | 2012      | 3                     | 2                     | 6              | 3              | 20                    | 0                     | 29    | 5     |
| Total    | Total     | 30                    | 3                     | 8              | 3              | 30                    | 1                     | 68    | 7     |

## Títulos

### Como treinador
Paraná
- Campeonato Paranaense - Segunda Divisão: 2024

### Como jogador
Paraná
- Campeonato Paranaense: 1996 e 1997

Malutrom
- Campeonato Brasileiro Série C: 2000 (Copa João Havelange - Módulos Verde e Branco)

Coritiba
- Campeonato Paranaense: 2003, 2011 e 2012
- Campeonato Brasileiro Série B: 2010[15]

Al-Ittihad
- Copa da Coroa do Príncipe: 2004
- Saudi Premier League: 2003
- Liga dos Campeões da AFC: 2004 e 2005
- Supercopa do Egito: 2003
- Arab Champions League: 2005

Grêmio
- Campeonato Gaúcho: 2006 e 2007

### Campanhas de destaque
Grêmio
- Vice-Campeão da Libertadores de 2007
- Vice-Campeão do Campeonato Brasileiro de 2008

## Prêmios individuais

### Grêmio
- Taça Libertadores da América: Copa Libertadores da América de 2007 2º Melhor Jogador da Competição
- Campeonato Brasileiro: 2008 (2º Lugar - Craque do Brasileirão - Meia)
- Campeonato Brasileiro: 2008 (Bola de Prata - Meia)
- Prêmio Líder de Ouro 2007: Melhor capitão da temporada

### Coritiba
- Seleção do Campeonato Paranaense - 2012[16]